# Andrea Malchiodi
Andrea Malchiodi (ur. 30 września 1972 roku w Piacenzy) – włoski matematyk, profesor Scuola Normale Superiore di Pisa. Specjalizuje się w równaniach różniczkowych cząstkowych, rachunku wariacyjnym i geometrii różniczkowej.

## Życiorys
Urodził się 30 września 1972 roku w Piacenzy. Ukończył studia z fizyki na Uniwersytecie Mediolańskim w 1996 roku. Doktorat uzyskał w 2000 roku w Scuola Internazionale Superiore di Studi Avanzati (SISSA) na podstawie rozprawy  Existence and Multiplicity Results for Some Problems in Riemannian Geometry (jego promotorem był Antonio  Ambrosetti).
Staże podoktorskie odbył w Rutgers University, Institute for Advanced Study i Politechnice Federalnej w Zurychu. W 2015 roku został profesorem w Scuola Normale Superiore di Pisa, wcześniej pracował na tym stanowisku w SISSA i University of Warwick.
Wypromował (stan na jesień 2024 roku) 15 doktorów.
Autor około 120 artykułów naukowych. Swoje prace publikował m.in. w „Advances in Mathematics”, „Communications in Mathematical Physics”, „Communications on Pure and Applied Mathematics”, „Archive for Rational Mechanics and Analysis”, „Journal of Differential Geometry”, „Journal of Functional Analysis”, „Journal für die Reine und Angewandte Mathematik”, „Journal of the European Mathematical Society”, „American Journal of Mathematics”, „Duke Mathematical Journal”, „Mathematische Annalen” oraz najbardziej prestiżowych czasopismach matematycznych świata: „Annals of Mathematics” i „Inventiones Mathematicae”.
W roku 2006 otrzymał Premio Caccioppoli, a w 2020 Premio Amerio. 
W 2014 roku wygłosił wykład sekcyjny na Międzynarodowym Kongresie Matematyków.